# Jørgen Hæstrup
Jørgen Hæstrup OBE (født 9. august 1909 i Viborg, død 12. april 1998) var en dansk forfatter, lektor, modstandsmand og historiker, der især har beskæftiget sig med de europæiske modstandsbevægelsers historie under 2. verdenskrig.
Hæstrup blev født i Viborg, hvor faderen var kantor. I 1923 fik faderen embede i Odense, hvorfor familien flyttede til Fyn. Her tog Hæstrup studentereksamen ved Odense Katedralskole i 1927 og drog hernæst til København for at læse historie og dansk ved Københavns Universitet. Uden egentlig at føle sig hjemme i miljøet på historiestudiet blev han i 1934 cand.mag. og blev ansat på Sct. Knuds Gymnasium i Odense. Under besættelsen blev han aktivt involveret i modstandsbevægelsen, hvilket førte til, at han i september 1944 gik under jorden og tilbragte resten af besættelsen i København.
I 1947 begyndte Hæstrup at indsamle materiale om den danske modstandsbevægelse, som han senere brugte i disputatsen Kontakt med England 1940-43, der i november 1954 gjorde ham til dr.phil. fra Aarhus Universitet. Afhandlingen gav modstandsbevægelsen en væsentlig rolle i besættelsens forløb, hvilket de mange gamle modstandsfolk, der mødte op til forsvaret, var godt tilfredse med. Så betød det mindre, at de officielle opponenter, C.O. Bøggild-Andersen og Sven Henningsen, på nogle punkter udtalte kraftig kritik.
Da Hæstrup i 1959 kunne præsentere fortsættelsen til disputatsen, Hemmelig alliance, forelå der et klassisk værk i to bind om den danske modstandsbevægelse. I bogen kortlagdes bl.a. den såkaldte skæve våbenfordeling mellem aktive modstandsfolk og inaktive, antikommunistiske officersgrupper (de såkaldte O-grupper), hvor de sidstnævnte fik de fleste våben. Det fik redaktøren på Land og Folk, Martin Nielsen, til at kalde hærchefen, generalløjtnant Viggo Hjalf for landsforræder, hvorefter Hjalf anlagde injuriesag. Det endte med, at Nielsen blev dømt til erstatning og tre måneders fængsel. Sagen blev også debatteret i Folketinget, og Hjalf endte med at blive afskediget med pension. Kontakt med England 1940-43 og Hemmelig alliance blev i 1976-1977 udgivet på engelsk under titlen Secret Alliance.
Efter at Hæstrup i mange år hovedsagelig havde drevet sin forskning i fritiden, blev situationen en ganske anden i 1960. Udgiverselskab for Danmarks Nyeste Historie (DNH) blev oprettet med en millionbevilling, god adgang til statens arkiver og Hæstrup som videnskabelig leder sammen med landsarkivar Johan Hvidtfeldt. 1965 kunne DNH udgive Besættelsens Hvem-Hvad-Hvor, og i 1966 kom Hæstrups Til landets bedste ... Hovedtræk af departementschefstyrets virke 1943-1945, der forsvarede deparmentschefernes håndtering af situationen. De var nærmest at betragte som et supplement til modstandsbevægelsen.
I sin forskning blev Hæstrup en klar repræsentant for konsensuslinjen i besættelsestidsforskningen, som så perioden som præget af konsensus i den danske befolkning om kampen mod den tyske besættelsesmagt, men med forskellige midler. Den linje er siden blev udfordret af bl.a. Hans Kirchhoff, der med sin disputats fra 1979 dannede ny skole.
I 1976 blev Hæstrup æresdoktor ved Odense Universitet, 23. maj 1978 blev han ridder af 1. grad af Dannebrog, og i 1979 optaget som officer i Order of the British Empire.